# Michael Buse
Michael Buse (* 15. Oktober 1980 in Greifswald) ist ein ehemaliger deutscher Basketballspieler und jetziger Trainer. Der 2,07 Meter große Flügelspieler bestritt zehn Bundesligapartien für Würzburg.

## Spielerlaufbahn
Durch herausragende Leistungen beim SV NOBA Greifswald in der 2. Regionalliga empfahl sich Buse für höhere Aufgaben und wurde 2003 vom Bundesligisten TSK Würzburg unter Vertrag genommen. In zehn Bundesligaspielen erzielte er insgesamt elf Punkte und trat mit den Franken auch im europäischen Vereinswettbewerb FIBA Europe Cup an.
Nach einem Jahr in Würzburg wechselte Buse aus der höchsten in die zweithöchste deutsche Spielklasse zum TSV Nördlingen. Dort wurde er in der Saison 2004/05 unverzüglich zum Leistungsträger. Auch in den folgenden Jahren sollte Buse eine gute Rolle in der 2. Bundesliga spielen, 2006 gewann er mit Paderborn den Meistertitel in der 2. Bundesliga Nord, blieb aber in der Liga, indem er sich dem Mitteldeutschen BC anschloss. Nach zwei Jahren in Weißenfels folgten weitere Stationen in der mittlerweile 2. Bundesliga Pro A genannten zweiten Liga beim FC Bayern München, den Ballers Osnabrück sowie den Saar-Pfalz Braves.
2011/12 spielte Buse noch für den EBC Rostock in der 1. Regionalliga, anschließend war er wieder in seiner Heimatstadt Greifswald basketballerisch tätig, übernahm als Trainer die Leitung der Herrenmannschaft der Sportgemeinschaft Greifswald und fungierte in der Oberliga teils auch als Spielertrainer.